# Innenstadt (Neuss)
Die Neusser Innenstadt ist der zentrale Stadtteil der Kreisstadt Neuss. Hier leben 11.963 Einwohner auf 1,49 km² Fläche (Stand 31. Dezember 2021).

## Nachbarstadtteile
Folgende Stadtteile grenzen an den Bezirk Innenstadt
| Furth          | Barbaraviertel                              | Hafengebiet       |
| Stadionviertel | Kompassrose, die auf Nachbargemeinden zeigt | Hammfeld          |
|                | Dreikönigenviertel                          | Augustinusviertel |

## Viertel
Der Bezirk der Innenstadt umfasst vier Viertel.

### Marienviertel

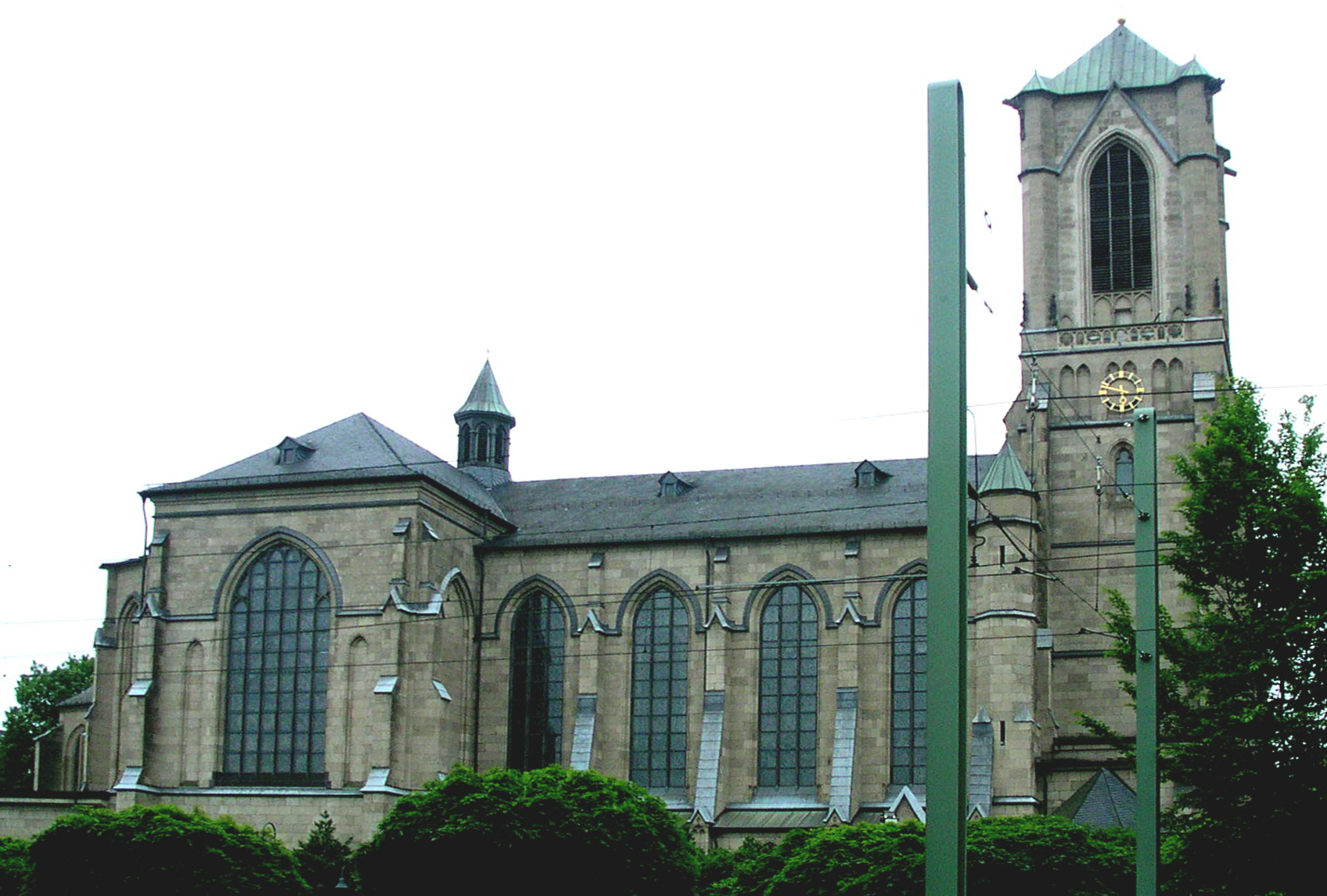
St. Marien

Namensgebend für dieses Viertel ist die Kirche St. Marien, die 1902 fertiggestellt wurde. Das Marienviertel ist das Bindeglied zwischen dem Neusser Hauptbahnhof und der Fußgängerzone der Stadt. Bis Anfang 2015 wurde die Fläche zwischen dem Bahnhof und der Marienkirche neu gestaltet. In den letzten Jahren wird das Viertel zunehmend durch einen Mix von vielen verschiedenen Kulturen geprägt.

### Sebastianusviertel
Zwischen Marien- und Quirinusviertel liegt das Sebastianusviertel. Der Neumarkt, der Meererhof und der Platz am Hamtor sind zentrale Anlaufpunkt des Viertels. Im Mittelpunkt steht die St.-Sebastianus-Kirche.

### Quirinusviertel

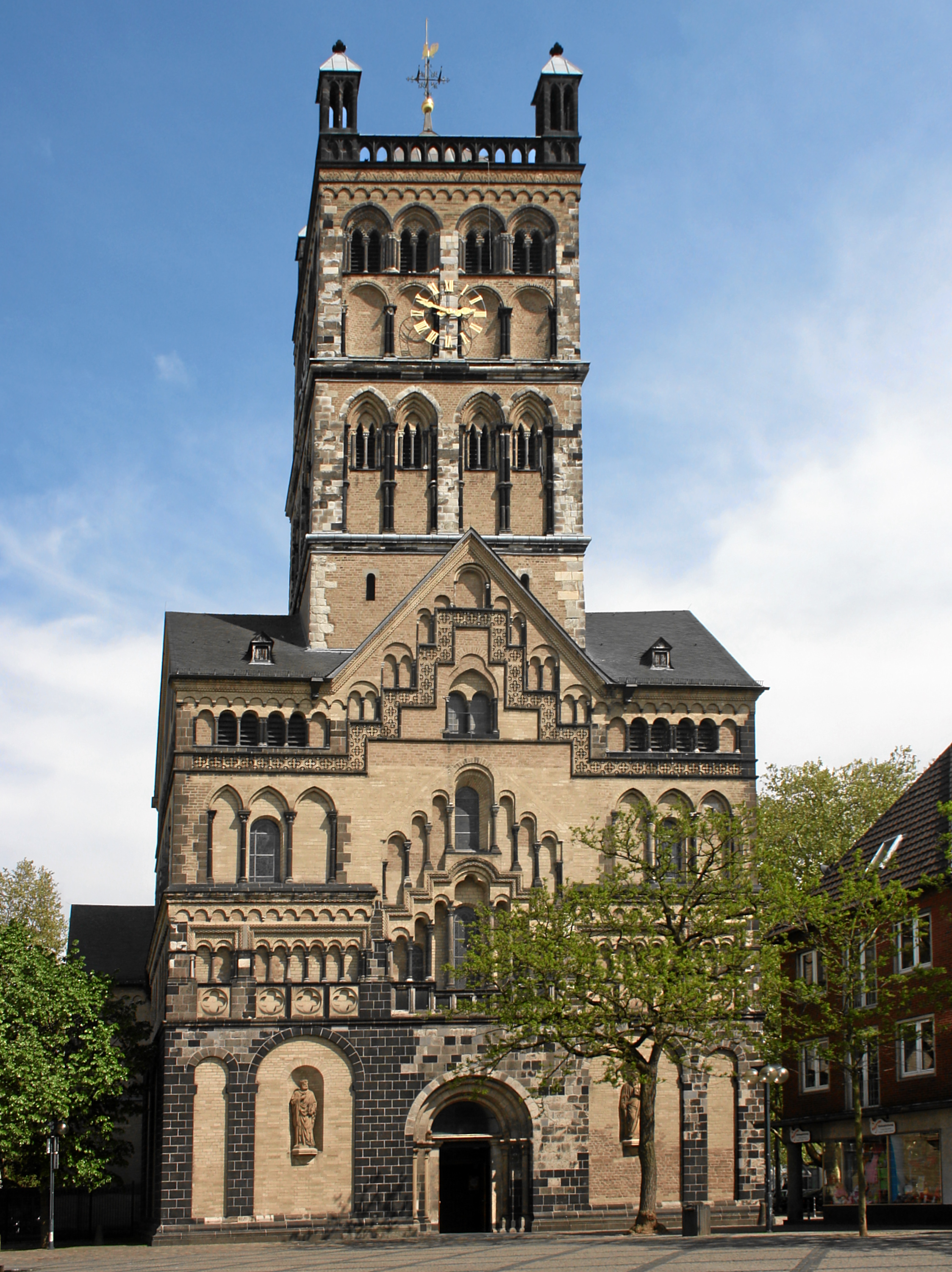
Quirinus-Münster

Dieses Viertel ist das Herzstück der Neusser Innenstadt und umfasst die eigentliche Altstadt. Das Quirinus-Münster, als eine der bedeutendsten spätromanischen Kirchen am Niederrhein, ist gleichzeitig das Wahrzeichen der Stadt Neuss. Das Rathaus, der Markt und ein Großteil der Fußgängerzone mit vielen Einkaufsmöglichkeiten sind hier zu finden. In den letzten Jahren gibt es Bestrebungen den Innenstadtbereich bis an das angrenzende Hafenbecken 1, den Beginn des Hafengebietes, auszuweiten.

### Klarissenviertel
Kulturell geprägt durch das Rheinische Landestheater, das Rheinische Schützenmuseum und das Clemens-Sels-Museum schließt das Klarissenviertel nahtlos an das Quirinusviertel an. Direkt am Clemens-Sels-Museum steht das einzige noch vollständig erhaltene Tor der Neusser Stadtmauer, das Obertor. Das Rheinische Schützenmuseum Neuss ist im Baudenkmal Haus Rottels untergebracht. Neben den kulturellen Schwerpunkten sitzt hier auch ein großer Teil der Kreisverwaltung. Geschäfte und Einkaufsmöglichkeiten sind in diesem Viertel, verglichen mit den anderen Bereichen der Innenstadt, selten zu finden.

## Öffentliche Einrichtungen

### Stadtbad Neuss
Das Stadtbad wurde Ende der 1980er Jahre gebaut und Mitte der 2010er modernisiert. Neben einem 50-Meter-Becken mit Wellenanlage verfügt des Schwimmbad über eine Tribüne für bis zu 100 Personen, Freizeitbecken mit Wasserfall, ein Suhlbecken, ein Kinderbecken und einen Fitnessraum. Das Bad wird zur Schwimmausbildung von den Innenstadtschulen und der TG Neuss genutzt. Im Jahr 2019 soll das Bad für zwei Jahre geschlossen werden und eine Komplettsanierung erhalten.

### Weitere Einrichtungen
- Edith Stein Familienforum
- Romaneum
  - Volkshochschule Neuss
  - Musikschule der Stadt Neuss
- Kulturforum Alte Post
- Rheinisches Landestheater Neuss
- Stadtbibliothek der Stadt Neuss
- Haus der Jugend

## Bildung

### Hochschulen
- Regionalzentrum der Fernuniversität Hagen
- Hochschule Neuss für Internationale Wirtschaft
- Studienort der FOM Hochschule

### Weiterführende Schulen
- Quirinus-Gymnasium Neuss
- Gymnasium Marienberg
- Janusz-Korczak-Gesamtschule Neuss

### Grundschulen
- Kreuzschule (Städtische Gemeinschaftsgrundschule)
- Münsterschule (Städtische katholische Grundschule)
- Martin-Luther-Schule (Städtische evangelische Grundschule)[8]

## Kirchen

### Katholische Kirchen
Seelsorgebereich Neuss-Mitte
- St. Marien
- Quirinus-Münster
- St. Sebastianus
- Kapelle Marienberg

### Evangelische Kirchen
- Christuskirche

## ÖPNV

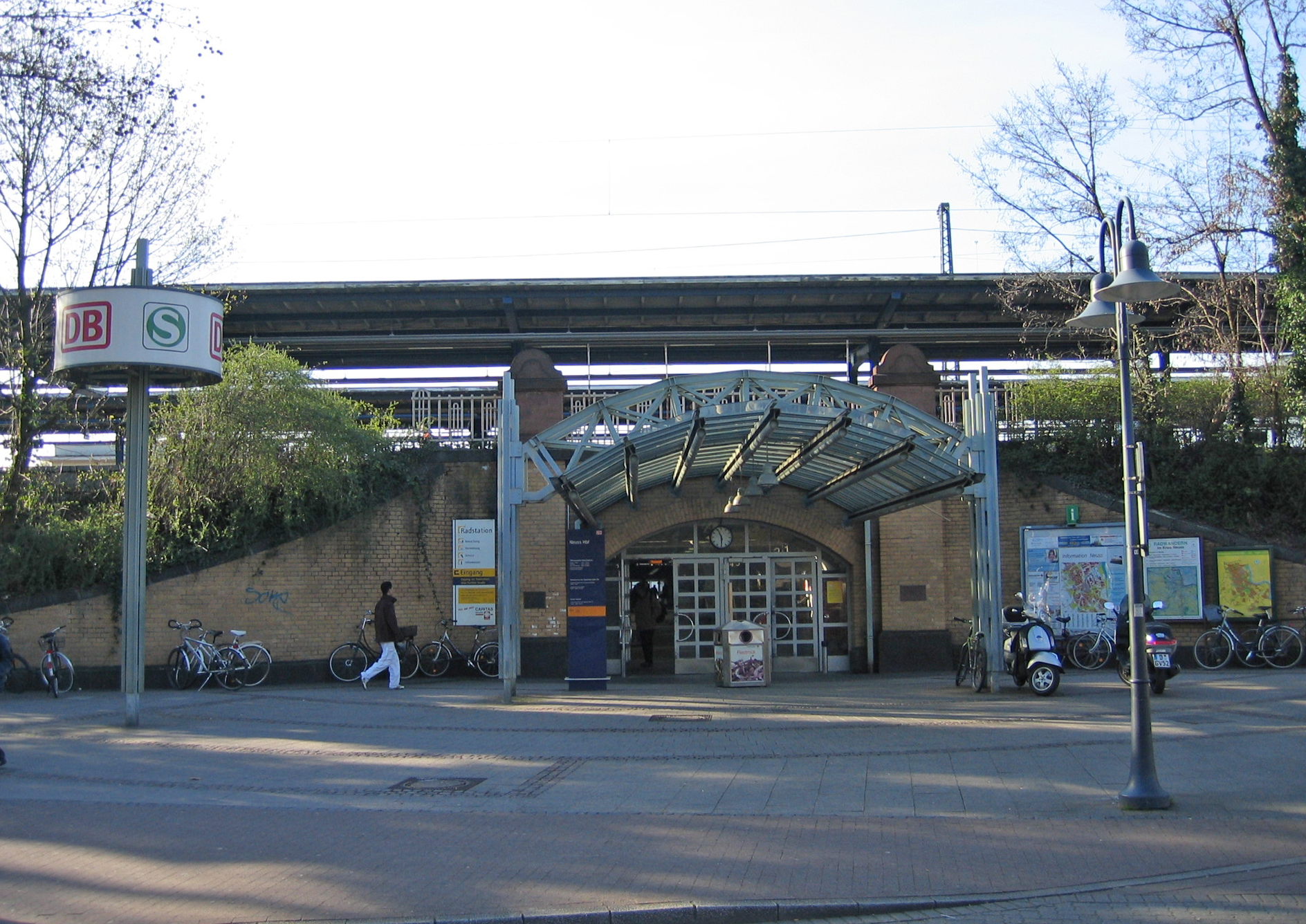
Eingang des Neusser Hauptbahnhofs

Die Innenstadt ist der zentrale Knotenpunkt des Neusser Nahverkehrs, der von den Stadtwerken Neuss betrieben wird. Ausnahmslos fahren alle Neusser Buslinien über die Innenstadt. Zusätzlich besteht durch den Neusser Hauptbahnhof eine direkte Anbindung an den schienengebundenen Nahverkehr. Durch die Stadtbahnlinien der Rheinbahn ist der Stadtteil zusätzlich an die Stadtbahn Rhein-Ruhr angeschlossen. Die Niederflur-Straßenbahn 709 fährt direkt durch die Innenstadt, sodass alle Geschäfte innerhalb der Fußgängerzone gut erreicht werden können.